# Cooper (cognome)
Cooper è un cognome di lingua inglese.

## Etimologia
Cooper in inglese significa bottaio, l'artigiano che costruisce botti e altri contenitori in legno, quindi si tratta di un cognome derivato da un mestiere.
Il cognome potrebbe avere anche un'origine toponomastica, da Cupar, città e royal burgh del Fife, in Scozia.

## Persone
- Adam Ashley-Cooper, rugbista a 15 australiano
- Aida Cooper (nome d'arte di Aida Giulia Teodolinda Castignola), cantante italiana
- Alice Cooper (nato Vincent Damon Furnier), cantante statunitense
- Anthony Ashley-Cooper, I conte di Shaftesbury, politico britannico
- Anthony Ashley-Cooper, III conte di Shaftesbury, politico, filosofo e scrittore britannico
- Artemis Cooper, scrittrice britannica
- Brad Cooper, nuotatore australiano
- Bradley Cooper, attore statunitense
- Charlotte Cooper, tennista britannica
- Chris Cooper, attore statunitense
- Christin Cooper, sciatrice alpina statunitense
- Chuck Cooper, cestista statunitense
- Cynthia Cooper, cestista e allenatrice di pallacanestro statunitense
- David Cooper, psichiatra sudafricano
- David Cooper, hockeista su ghiaccio canadese
- D. B. Cooper, criminale statunitense
- D. C. Cooper, cantante statunitense
- Dominic Cooper, attore britannico
- Duane Cooper, cestista statunitense
- Edith Cooper, scrittrice e poetessa inglese
- Frederick Cooper, storico statunitense
- Gareth Cooper, rugbista gallese
- Gary Cooper, attore statunitense
- Gladys Cooper, attrice britannica
- Glenn Cooper, scrittore, sceneggiatore e produttore cinematografico statunitense
- Jackie Cooper (1922-2011), attore e regista statunitense
- James Fenimore Cooper, scrittore statunitense
- Jason Cooper, batterista britannico
- Joe Cooper, cestista statunitense
- Joyce Cooper, nuotatrice britannica
- Kenny Cooper, calciatore statunitense
- Leon Cooper, fisico statunitense
- LeRoy Gordon Cooper, astronauta statunitense
- Liam Cooper, calciatore scozzese
- Marquis Cooper, giocatore di football americano statunitense
- Martin Cooper, inventore e imprenditore statunitense
- Mercator Cooper, navigatore statunitense
- Merian C. Cooper, regista, sceneggiatore e produttore
- Michael Cooper, cestista e allenatore di pallacanestro statunitense
- Peter Cooper, imprenditore, inventore e filantropo statunitense
- Ray Cooper, musicista britannico
- Robert C. Cooper, sceneggiatore, produttore e regista canadese
- Samuel Cooper, militare statunitense
- Scott Cooper, regista, sceneggiatore e attore statunitense
- Stanley Cooper, nuotatore britannico
- Susan Cooper, scrittrice britannica naturalizzata statunitense
- Thomas Cooper, calciatore inglese
- Thomas Cooper Gotch, pittore e illustratore britannico
- Waltraut Cooper, artista austriaca
- Wayne Cooper, cestista, allenatore di pallacanestro e dirigente sportivo statunitense
- Wilhelmina Cooper, modella statunitense

## Personaggi immaginari
- Anthony Cooper, personaggio della serie televisiva Lost
- Buzz Cooper, personaggio della serie televisiva Sentieri
- Carlie Cooper, personaggio dei fumetti
- Dale Cooper, personaggio della serie televisiva I segreti di Twin Peaks
- Dan Cooper, personaggio dei fumetti
- Elizabeth "Betty" Cooper, personaggio della serie televisiva Riverdale
- Frank Cooper, personaggio della serie televisiva Sentieri
- Harley Cooper, personaggio della serie televisiva Sentieri
- Henry "Coop" Cooper, personaggio della serie televisiva Sentieri
- Jimmy Cooper, personaggio della serie televisiva The O.C.
- Julie Cooper, personaggio della serie televisiva The O.C.
- Kaitlin Cooper, personaggio della serie televisiva The O.C.
- Marina Cooper, personaggio della serie televisiva Sentieri
- Marissa Cooper, personaggio della serie televisiva The O.C.
- Sheldon Cooper, personaggio della serie televisiva The Big Bang Theory